# Гебелейн
Гебелейн (араб. الجبلين‎: Две горы; ег. Inerty или Per-Hathor; греч. Pathyris или Aphroditopolis) — древнеегипетский город, расположенный на берегу Нила, примерно в 40 км к югу от Фив, в Вади-эль-Гедид.
Современное наименование местности звучит по-арабски как Нага-эль-Герира (араб. الغريرة‎).

## Археология

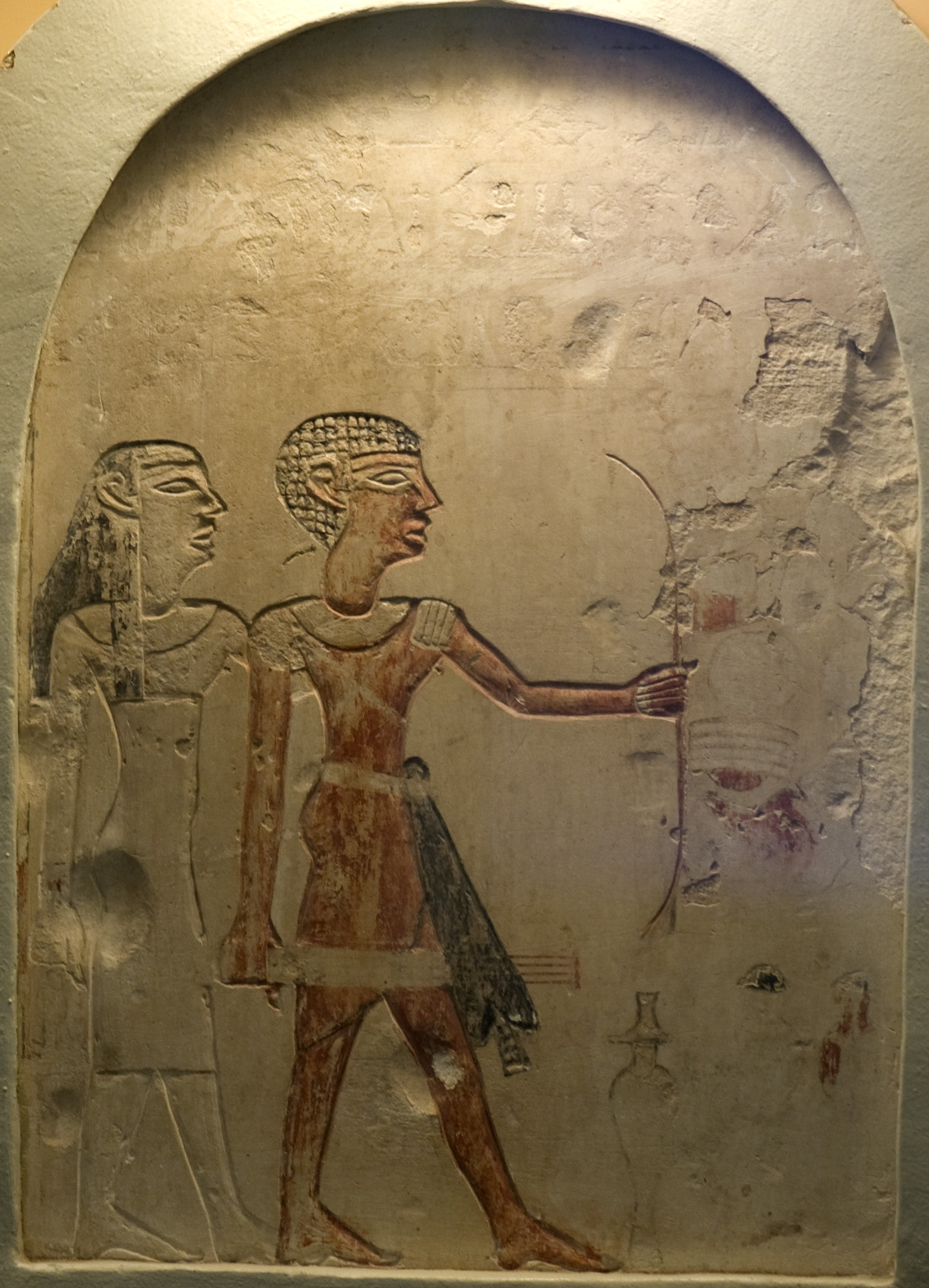
Гебелейнская стела 2134—2040 годов до н. э.

Гебелейн известен некрополем, существовавшим с Додинастического периода до Среднего царства. Археологический интерес к городу появился в начале XVIII века нашей эры и отразился в работе Бенуа де Майе «Описание Египта». Наравне с находками официальной археологии найденные здесь незаконно артефакты продаются на рынке древностей и входят в коллекции музеев Турина, Каира, Берлина, Лиона и Британского музея

### Додинастические мумии
В Гебелейне найдены шесть естественным образом мумифицированных тел людей бадарийской культуры, смерть которых датируется приблизительно 3400 годом до н. э., то есть поздним додинастическим периодом в Египте. Гебелейнские мумии были раскопаны в пустыне в конце XIX века Уоллисом Баджем.
Мумии выставлены в экспозиции Британского музея с 1901 года.

### Храм Хатхор
В Гебелейне также сохранились руины храма Хатхор (на восточном склоне) с некоторым количеством картушей на глиняных кирпичах и королевская стела II — III династий. Представлены записи о правителях Второго переходного периода, включая стелу Дедумоса II, камень Джудаткара Монтемсафа и стела правителя по имени Секемтауи. Правители гиксосов упомянуты также — это Апопи I (на дверном проёме) и Хиан (на чёрном граните).
Поздние находки включают кирпич с именем первосвященника Амона Менхеперра и его супруги Исетемхеб. Вероятно, кирпич прибыл из порта, примыкающего к храму. От эпохи Птолемеев сохранились фрагменты статуи Птолемея VIII Эвергета II.

### Период Птолемеев
В правление Птолемея VI Филометора в Гебелейне стоял военный лагерь, как результат Фиванского восстания 186 года до н. э.. Лагерь уничтожили повстанцы в 88 году до н. э., а местность больше не заселили люди в том же масштабе. Несколько сотен демотических и греческих папирусов и остраконов, касающихся военнослужащих и местного храма, найдены в развалинах в период 1890—1930 годов. Сюда входит архив наёмника Хороса, сына Нехотеса и всадника Дритона.